# Dentsu International
Dentsu International (ранее Dentsu Aegis Network) — международная компания, пятый по величине коммуникационный холдинг мира с валовой прибылью на 2016 год 7 млрд долларов США. Сейчас принадлежит японскому рекламно-коммуникационному холдингу Dentsu Inc. Компания образовалась 26 марта 2013 года после приобретения британской Aegis Group. Размер сделки, названной The Wall Street Journal одной из самых крупных на рынке за последние 20 лет, составил 5 миллиардов долларов.
Штаб-квартира находится в Лондоне, офисы расположены в 145 странах мира. Количество сотрудников — 66 000. В группу входят восемь сетевых брендов — Carat, dentsu X, Dentsu media, iProspect, Isobar, mcgarrybowen, Posterscope, а также специализированные бизнес-подразделения, представленные в нескольких регионах, среди которых: Amnet, Amplifi, Data2Decisions, Mitchell Communications (PR), psLIVE и 360i.
Главный исполнительный директор компании — Джерри Булманн.

## История
История Dentsu Inc. началась 1 июля 1901 года с небольшого офиса 12×18 м в Японии. Тогда компания называлась Japan Advertising Ltd. Ее основатель — военный корреспондент Хосиро Мицунага (Hoshiro Mitsunaga). Приобретенная Aegis Group была основана в 1979 году как рекламное агентство и носило название WCRS Group. В декабре 2007 года компания подтвердила покупку китайской компании Heartland Media (специализируется на медиапланировании, создании креатива, производстве и размещении наружной рекламы). В августе 2010 года компания подтвердила намерение приобрести австралийскую компанию Mitchell Communication Group за 325 миллионов долларов США.
В июле 2012 года Aegis Group была куплена Dentsu Inc. за 4.9 миллиардов долларов США.
.
В 2020 году dentsu Russia заняло второе место в России после OMD OM Group в рейтинге медиахолдингов по объёму медиазакупок в 2019 году. В рейтинг вошли принадлежащие Dentsu агентства Carat, dentsu X, Vizeum, People & Screens, All Agency. Согласно примечанию, закупки наружной рекламы dentsu Russia консолидированы в Posterscope. Dentsu Digital — структура dentsu International, которая осуществляет консолидированный digital-баинг.

## Корпоративные традиции
С 1925 года каждый июль все новые и получившие повышение сотрудники Dentsu Inc. участвуют в традиции — поднимаются на гору Фудзияма. Сотрудники, имеющие физические ограничения, освобождены от участия.
Один из бывших сотрудников объясняет смысл традиции так: «Мы хотим покорить главный символ Японии. И когда мы это сделаем, то можем говорить, что можем достичь что-либо еще».

## Общественная и социальная деятельность
C 2008 года в dentsu запущен внутренний комитет в области экологической политики.
В 2016 году компания приняла на себя ответственность создавать и поддерживать проекты в сфере здравоохранения в рамках альянса The Common Ground. Данная инициатива принадлежит бывшему генеральному секретарю ООН Пан Ги Муну, которую поддержали представители всех крупнейших медиа групп. Цель альянса — использовать достижения индустрии коммуникаций для реализации программы Цели в области устойчивого развития (ЦУР).